# НБА в сезоні 1951–1952
Сезон НБА 1951–1952 був 6-им сезоном в Національній баскетбольній асоціації. Переможцями сезону стали «Міннеаполіс Лейкерс», які здолали у фінальній серії «Нью-Йорк Нікс».

## Регламент змагання
Участь у сезоні брали 10 команд, розподілених між двома дивізіонами.
По ходу регулярного сезону кожна з команд-учасниць провела по 66 ігор. До плей-оф, який проходив за олімпійською системою, виходили по чотири кращих команди з кожного дивізіону. На стадії півфіналів дивізіонів проводилися серії ігор до двох перемог, причому лідерам регулярного сезону кожного з дивізіонів протистояли команди, що посіли четверті місця тих же дивізіонів, а другі та треті місця складали другу півфінальну пару кожного з дивізіонів. Команди, які на цьому етапі здолали своїх суперників, виходили до фіналів дивізіонів, в яких проводили між собою серію ігор до трьох перемог.
Чемпіони кожного з дивізіонів, що визначалися на стадії плей-оф, для визначення чемпіона НБА зустрічалися між собою у Фіналі, що складався із серії ігор до чотирьох перемог.

## Регулярний сезон

### Підсумкові таблиці за дивізіонами
| Східний                  | В  | П  | %П   | Відст | Дом   | Гост  | Нейтр | Див   |
| ------------------------ | -- | -- | ---- | ----- | ----- | ----- | ----- | ----- |
| x-«Сірак'юс Нейшеналс»   | 40 | 26 | .606 | –     | 26–7  | 12–18 | 2–1   | 21–15 |
| x-«Бостон Селтікс»       | 39 | 27 | .591 | 1     | 22–7  | 10–19 | 7–1   | 22–14 |
| x-«Нью-Йорк Нікс»        | 37 | 29 | .561 | 3     | 21–4  | 12–22 | 4–3   | 23–13 |
| x-«Філадельфія Ворріорс» | 33 | 33 | .500 | 7     | 24–7  | 6–25  | 3–1   | 14–22 |
| «Балтимор Буллетс»       | 20 | 46 | .303 | 20    | 17–15 | 2–22  | 1–9   | 10–26 |

| Західний                   | В  | П  | %П   | Відст | Дом   | Гост  | Нейтр | Див   |
| -------------------------- | -- | -- | ---- | ----- | ----- | ----- | ----- | ----- |
| x-«Рочестер Роялс»         | 41 | 25 | .621 | –     | 28–5  | 12–18 | 1–2   | 22–14 |
| x-«Міннеаполіс Лейкерс»    | 40 | 26 | .606 | 1     | 21–5  | 13–20 | 6–1   | 24–12 |
| x-«Індіанаполіс Олімпіанс» | 34 | 32 | .515 | 7     | 25–6  | 4–24  | 5–2   | 18–18 |
| x-«Форт-Вейн Пістонс»      | 29 | 37 | .439 | 12    | 22–11 | 6–24  | 1–2   | 17–19 |
| «Мілвокі Гокс»             | 17 | 49 | .258 | 24    | 8–13  | 3–22  | 6–14  | 9–27  |

Легенда:
- x – Учасники плей-оф

## Плей-оф
Переможці пар плей-оф позначені жирним. Цифри перед назвою команди відповідають її позиції у підсумковій турнірній таблиці регулярного сезону дивізіону. Цифри після назви команди відповідають кількості її перемог у відповідному раунді плей-оф.
|  | Півфінали дивізіонів | Півфінали дивізіонів | Півфінали дивізіонів |             |   | Фінали дивізіонів | Фінали дивізіонів | Фінали дивізіонів |  |  | Фінал НБА | Фінал НБА   | Фінал НБА |
|  |                      |                      |                      |             |   |                   |                   |                   |  |  |           |             |           |
|  | 1                    | Рочестер             | 2                    |             |   |                   |                   |                   |  |  |           |             |           |
|  | 4                    | Форт-Вейн            | 0                    |             |   |                   |                   |                   |  |  |           |             |           |
|  | 4                    | Форт-Вейн            | 0                    |             | 1 | Рочестер          | 1                 |                   |  |  |           |             |           |
|  | Західний Дивізіон    |                      |                      |             | 1 | Рочестер          | 1                 |                   |  |  |           |             |           |
|  |                      |                      | 2                    | Міннеаполіс | 3 |                   |                   |                   |  |  |           |             |           |
|  | 3                    | Індіанаполіс         | 2                    | Міннеаполіс | 3 | 0                 |                   |                   |  |  |           |             |           |
|  | 3                    | Індіанаполіс         |                      |             |   | 0                 |                   |                   |  |  |           |             |           |
|  | 2                    | Міннеаполіс          | 2                    |             |   |                   |                   |                   |  |  |           |             |           |
|  |                      |                      |                      |             |   |                   |                   |                   |  |  | W2        | Міннеаполіс | 4         |
|  |                      |                      | E3                   | Нью-Йорк    | 3 |                   |                   |                   |  |  |           |             |           |
|  | 1                    | Сірак'юс             | 2                    |             |   |                   |                   |                   |  |  |           |             |           |
|  | 4                    | Філадельфія          | 1                    |             |   |                   |                   |                   |  |  |           |             |           |
|  | 4                    | Філадельфія          | 1                    |             | 1 | Сірак'юс          | 1                 |                   |  |  |           |             |           |
|  | Східний Дивізіон     |                      |                      |             | 1 | Сірак'юс          | 1                 |                   |  |  |           |             |           |
|  |                      |                      | 3                    | Нью-Йорк    | 3 |                   |                   |                   |  |  |           |             |           |
|  | 3                    | Нью-Йорк             | 3                    | Нью-Йорк    | 3 | 2                 |                   |                   |  |  |           |             |           |
|  | 3                    | Нью-Йорк             |                      |             |   | 2                 |                   |                   |  |  |           |             |           |
|  | 2                    | Бостон               | 1                    |             |   |                   |                   |                   |  |  |           |             |           |

## Лідери сезону за статистичними показниками
| Показник                  | Гравець                 | Команда                            | Результат |
| ------------------------- | ----------------------- | ---------------------------------- | --------- |
| Очки                      | Пол Арізін              | «Філадельфія Ворріорс»             | 1,674     |
| Підбирання                | Ларрі Фауст Мел Гатчінс | «Форт-Вейн Пістонс» «Мілвокі Гокс» | 880       |
| Передачі                  | Енді Філліп             | «Філадельфія Ворріорс»             | 539       |
| % влучань з гри           | Пол Арізін              | «Філадельфія Ворріорс»             | .448      |
| % влучань штрафних кидків | Боббі Вензер            | «Рочестер Роялс»                   | .904      |

## Нагороди НБА

### Щорічні нагороди
| - Перша збірна всіх зірок: - Пол Арізін, «Філадельфія Ворріорс» - Боб Коузі, «Бостон Селтікс» - Ед Маколі, «Бостон Селтікс» - Боб Девіс, «Рочестер Роялс» - Дольф Шеєс, «Сірак'юс Нейшеналс» - Джордж Майкен, «Міннеаполіс Лейкерс» | - Друга збірна всіх зірок: - Ларрі Фауст, «Форт-Вейн Пістонс» - Верн Міккельсен, «Міннеаполіс Лейкерс» - Енді Філліп, «Філадельфія Ворріорс» - Джим Поллард, «Міннеаполіс Лейкерс» - Боббі Вензер, «Рочестер Роялс» |